# Peter Holmertz
Peter (Per) Holmertz, född 27 juli 1796 på Ölmanäs i Ölmevalla socken, död där 20 februari 1863, var en svensk ämbetsman. Han var måg till Johan Adolf Olivecreutz och far till Erik Holmertz.
Holmertz studerade vid Uppsala universitet, där han blev filosofie magister 1827 och juris utriusque kandidat 1828. Sedan blev han gymnastiklärare vid Jönköpings skola i april 1829 och auskultant i Göta hovrätt i maj samma år samt extra ordninarie kriminalnotarie i mars 1830, varefter han blev vice häradshövding i oktober 1831. Efter att ha fått häradshövdings namn i juni 1833 blev Holmertz lagman i Västgöta, Dals och Bohusläns lagsaga 1841, vilket han var tills denna upphörde 31 december 1849. Holmertz var riddare av Nordstjärneorden.